# Elecciones locales de Cali de 2019
Las elecciones locales de Cali de 2019 se llevaron a cabo el domingo 27 de octubre de 2019 en la ciudad de Cali, de acuerdo a la Resolución 14788  del 11 de octubre de 2018 expedida por la Registraduría Nacional del Estado Civil, entidad encargada del proceso electoral. En estos comicios, los caleños eligieron a los siguientes cargos que tomarán posesión el 1 de enero de 2020 para un período de cuatro años:
- Gobernador de Valle del Cauca
- Alcalde de Cali.
- 21 miembros del Concejo Municipal.
- Ediles de Juntas Administradoras Locales de 22 comunas y 18 corregimientos.

## Legislación
Según la Constitución de Colombia, pueden ejercer su derecho a sufragio los ciudadanos mayores 18 años de edad que no hagan parte de la Fuerza Pública, no estén en un proceso de interdicción, y que no hayan sido condenados. Las personas que se encuentran en centros de reclusión, tales como cárceles o reformatorios, podrán votar en los establecimientos que determine la Registraduría Nacional. La inscripción en el registro civil no es automática, el ciudadano debe dirigirse a la sede regional de la Registraduría para inscribir su identificación personal en un puesto de votación.
La Ley 136 de 1994 establece que para ser elegido alcalde se requiere ser ciudadano colombiano en ejercicio y haber nacido o ser residente del respectivo municipio o de la correspondiente área metropolitana durante un año anterior a la fecha de inscripción o durante un período mínimo de tres años consecutivos en cualquier época. El alcalde se elige por mayoría simple, sin tener en cuenta la diferencia de votos con relación a quien obtenga el segundo lugar. Sin embargo, actualmente se encuentra en trámite en el Congreso de la República un proyecto de reforma constitucional que establece la segunda vuelta para la elección del mandatario de la ciudad.
Está prohibido para los funcionarios públicos del Distrito difundir propaganda electoral a favor o en contra de cualquier partido, agrupación o movimiento político, a través de publicaciones, estaciones de televisión y de radio o imprenta pública, según la Constitución y la Ley Estatutaria de Garantías Electorales. También les está expresamente prohibido acosar, presionar, o determinar, en cualquier forma, a subalternos para que respalden alguna causa, campaña o controversia política.
Los organismos encargados de velar administrativamente por el evento son la Registraduría Nacional del Estado Civil y el Consejo Nacional Electoral

### Voto en blanco
En Colombia el voto en blanco se considera una expresión del disenso a través del cual se promueve la protección de la libertad del elector. En la normativa electoral colombiana, el voto en blanco es “una expresión política de disentimiento, abstención o inconformidad, con efectos políticos”.
Algunas discusiones del Congreso se señaló que esa mayoría debía ser mayoría simple, sin embargo la Corte Constitucional ha hecho consideraciones que indican que se requeriría de mayoría absoluta, aunque no se ha pronunciado, ni conceptuado sobre este acto legislativo.

## Alcaldía

### Candidatos
- Roberto Ortiz

Empresario y líder social de Cali, representante a la cámara y senador en dos ocasiones, fue candidato a la alcaldía de Cali en el 2015 obteniendo la segunda mayor votación, en la actual contienda electoral se inscribió por un grupo significativo de ciudadanos al que denominó "Firme con el Chontico" con el que logró recoger 301.000 firmas que avalaron su inscripción como candidato independiente. En su camino logró el coaval del Partido Conservador y así mismo, el partido de gobierno, el Centro Democrático brindó un apoyo a su campaña.
Roberto Ortiz se ha caracterizado como líder social en la ciudad de Cali, tiene una fundación llamada "A lo bien" en donde se ha brindado ayuda a mujeres cabeza de familia, personas en situación de discapacidad y jóvenes adictos a las drogas e igualmente se ha caracterizado por su labor en beneficio de los animales desamparados.
- Jorge Iván Ospina

Exalcalde de Cali del 2008 al 2011. Senador de la República del 2010 al 2014. Expresidente de la Alianza Verde. Es el líder de la plataforma 'Podemos Cali'. Cuenta con el respaldo del Partido Alianza Verde y el aval del Partido Liberal. También con el apoyo de la Colombia Humana, y es cercano a ciertos sectores del Polo Democrático.
- Alejandro Éder

Ex Alto Consejero Presidencial Para la Reintegración durante el gobierno de Juan Manuel Santos. Es apoyado por el movimiento Compromiso Ciudadano, y por ende, del exalcalde de Medellín, exgobernador de Antioquia y excandidato presidencial Sergio Fajardo.
- Michel Maya

Docente y politólogo. Hizo parte del congreso que formalizó la creación del Partido Verde. En 2010 fue candidato al Senado por el Partido Alianza Verde. En 2011 fue elegido Concejal de Cali por este mismo partido. En las pasadas elecciones fue candidato obteniendo el cuarto lugar. Es líder de la plataforma '#CaliparaTodos' y cuenta con el aval de la Alianza Social Independiente.
- Danis Rentería

Abogado, exmilitar y exdeportista. Fue concejal de Cali para el periodo 2012-2015 por el Partido de la U. Fue Director de Fomento y Desarrollo de Coldeportes en 2016. Cuenta con el aval y el apoyo del partido cristiano Colombia Justa Libres.
- Fernando Toloza Colorado

Tecnólogo en Construcción de Obras Civiles. Nacido en Iscuandé, departamento de Nariño. Fue candidato dos veces al concejo de Cali (2008 y 2011), y fue candidato a la gobernación del Valle en las anteriores elecciones regionales por el movimiento MAIS, quedando sexto de entre seis candidatos obteniendo 42.650 votos. Cuenta con el aval del mencionado movimiento.

### Candidaturas retiradas
- Hernando Gonzáles

Más conocido como el Profe González, es hermano del sacerdote líder de la fundación "Samaritanos de la Calle". Se retira de la contienda para apoyar la campaña de Ortiz Urueña, y ser parte de la lista al concejo por Cambio Radical.
- Alex Durán

Médico. Exsecretario de Salud de la ciudad durante la administración de Maurice Armitage.  Llevó a cabo una recolecta de firmas, consiguiendo 105.000 firmas para inscribir su candidatura. Es el único independiente en contienda, si no se tiene en cuenta los apoyos de partidos ya establecidos. Se retira de la contienda para apoyar la candidatura de Ospina Gómez.
- Gustavo Prado

Abogado. Cuenta con el aval del Partido de Reivindicación Étnica. Se retira de la contienda para, como lo hizo en las elecciones presidenciales, apostar por promover el voto en blanco.
- Francined Cano

Administrador de Empresas. Excandidato a la Cámara de Representantes por el Partido de la U, y excandidato a la alcaldía de Buga en las anteriores elecciones regionales por el mismo partido en alianza con el Partido Liberal quedando en segundo lugar. En las elecciones atípicas del año 2012 en el departamento, fue candidato por el Movimiento de Inclusión y Oportunidades, quedando en segundo lugar. Es líder de la plataforma 'Por Amor a Cali' y contaba con el aval del movimiento Autoridades Indígenas de Colombia. El 22 de octubre durante un debate, declinó su candidatura e indicó que se adhiere a la campaña de Roberto Ortiz.

## Apoyos y avales
|  | Precandidato | Precandidato | Partido o movimiento | Cargos públicos                                                 |
|  | ------------ | --- | --- | --------------------------------------------------------------- |
|  |              | Roberto Ortiz (64 años) Empresario Lema: Firme con Cali                                                                         | G.S.C. Firme con el Chontico Partidos y movimientos: Partido Conservador Centro Democrático Partido Cambio Radical Partido MIRA Autoridades Indígenas de Colombia                                                              | Representante a la Cámara (2010 - 2014)                         |
|  |              | Jorge Iván Ospina (59 años) Médico Lema: Puro corazón por Cali                                                                  | Coalición 'Puro Corazón por Cali' Partidos y movimientos: Partidos de la candiatura: Alianza Verde Partido Liberal Partidos de respaldo: Colombia Humana Polo Democrático Partido de la U Colombia Renaciente G.S.C. Esperanza | Alcalde de Cali (2008-2011) Senador de la República (2010-2014) |
|  |              | Alejandro Éder (49 años) Relacionista internacional Lema: Cali será más grande                                                  | G.S.C. Compromiso Ciudadano por Cali | Alto Consejero Presidencial Para la Reintegración (2010-2014)   |
|  |              | Michel Maya (45 años) Politólogo Lema: Cali para todos                                                                          | Alianza Social Independiente | Concejal de Cali (2012-2015)                                    |
|  |              | Danis Rentería Chalá (55 años) Abogado Lema: Elegí luchar por Cali                                                              | Colombia Justa Libres | Concejal de Cali (2012-2015)                                    |
|  |              | Fernando Toloza Colorado (52 años) Tecnólogo en Construcción de Obras Civiles Lema: Cali culta y cívica. Compromiso por tu vida | Movimiento Alternativo Indígena y Social |                                                                 |

## Resultados
|  | 37.93 % |

|  | 25.43 % |

|  | 17.00 % |

|  | 6.29 % |

|  | 2.70 % |

|  | 0.55 % |

|  | 0.27 % |

|  | 0.13 % |

|  | 9,54 % |

|  | 2,08 % |

|  | 3,21 % |

## Concejo Distrital
|  | 14.91 % |

|  | 14.35 % |

|  | 13.27 % |

|  | 10.53 % |

|  | 7.47 % |

|  | 5.26 % |

|  | 4.74 % |

|  | 4.43 % |

|  | 3.92 % |

|  | 3.03 % |

|  | 1.65 % |

|  | 1.01 % |

|  | 0.54 % |

|  | 0.18 % |

|  | 91,58 % |

|  | 14,63 % |

|  | 3,19 % |

|  | 5,22 % |

## Encuestas
| Fecha                  | Encuestador               | Candidato      | Candidato   | Candidato     | Candidato         | Candidato     | Candidato      | Candidato       | Candidato      | Candidato | Candidato        | Candidato       | Candidato           | Estadísticas | Estadísticas     |
| Francined Cano Ramírez | Álex Durán                | Alejandro Éder | Michel Maya | Roberto Ortiz | Jorge Iván Ospina | Gustavo Prado | Danis Rentería | Fernando Toloza | Voto en blanco | Ninguno   | Indeciso (Ns/Nr) | Margen de error | Fuente              |              |                  |
| ---------------------- | ------------------------- | -------------- | ----------- | ------------- | ----------------- | ------------- | -------------- | --------------- | -------------- | --------- | ---------------- | --------------- | ------------------- | ------------ | ---------------- |
| 06/08/2019             | Datexco                   | 0,5%           | 0%          | 4%            | 7,2%              | 23,2%         | 25,2%          | 0,2%            | 0,3%           | 0,4%      | -                | -               | -                   | 2,14%        | La W             |
| 08/08/2019             | Guarumo                   | -              | 1,6%        | 3,5%          | 4,4%              | 26%           | 28,6%          | -               | -              | -         | 15,5%            | -               | 18,3%               | 2,5%         | El Tiempo        |
| 14/08/2019             | CNC                       | -              | 2%          | 11%           | 2%                | 18%           | 38%            | -               | 2%             | -         | 6%               | 8%              | 11%                 | 4%           | CM&              |
| 22/08/2019             | Los Mosqueteros           | 1,5%           | 1%          | 12%           | 4%                | 43%           | 33,5%          | 0,5%            | 1,5%           | 0,1%      | 2,4%             | -               | 0,5%                | 2,5%         | La W             |
| 28/08/2019             | Analizar & Lombana        | 0,4%           | 0,5%        | 7,6%          | 2,0%              | 35,4%         | 30,7%          | 0,1%            | 3,6%           | 0,2%      | 9,8%             | -               | 9,7%                | 2,1%         | Enterate Cali    |
| 31/08/2019             | Inversiones siglo XXI SAS | 0,8%           | 2,8%        | 5,4%          | 1,5%              | 23,5%         | 25,8%          | -               | 2,8%           | 0,3%      | 17,3%            | -               | 20,0%               | 3,8%         | Diario Occidente |
| 06/09/2019             | Invamer                   | 0,9%           | 0,5%        | 8,9%          | 3,7%              | 33,2%         | 41,9%          | 0%              | 4,5%           | 1,3%      | 5%               | -               | -                   | 6,7%         | Blu Radio        |
| 12/09/2019             | Datexco                   | 1,5%           | 0,6%        | 7,1%          | 5,2%              | 22,6%         | 37,4%          | 1,1%            | 2,5%           | 0,0%      | 4,5%             | -               | 17,4%               | 3,7%         | La W             |
| 19/09/2019             | YanHaas                   | 0,5%           | 0,8%        | 7,6%          | 1,8%              | 23,0%         | 28,3%          | 0%              | 3,5%           | 1,7%      | 15,0%            | -               | 17,8%               | 4,1%         | RCN              |
| 21/09/2019             | Los Mosqueteros           | 0,2%           | 0,9%        | 5,5%          | 0,7%              | 32,5%         | 33,6%          | 0%              | 2,5%           | 0,2%      | 21,4%            | -               | 2,5%                | 2,9%         | La W             |
| 29/09/2019             | Guarumo                   | 0,2            | 4,3%        | 7,1%          | 0,8%              | 24,8%         | 34,9%          | 0,3%            | 3,3%           | 0,2%      | 17,9%            | -               | 6,2%                | 4,7%         | El Tiempo        |
| 07/10/2019             | Analizar & Lombana        | 0,1%           | 0,6%        | 8,1%          | 1,1%              | 32,1%         | 34,3%          | 0,1%            | 2,6%           | 0,3%      | 9,5%             | -               | 11,2%               | 2,8%         | Enterate Cali    |
| 06/10/2019             | Inversiones siglo XXI SAS | 0,71%          | 0%          | 6.86%         | 0,57%             | 25,57%        | 27,14%         | 0%              | 3%             | 0,29%     | 17,86%           | -               | 18%                 | 3,7%         | Diario Occidente |
| 08/10/2019             | CNC                       | 0-1%           | -           | 15%           | 3%                | 27%           | 33%            | 0-1%            | 0-1%           | 0-1%      | *                | -               | *                   | 4,1%         | Canal1           |
| 09/10/2019             | Invamer                   | 1,0%           | -           | 15,3%         | 4,7%              | 31,7%         | 36,5%          | 1,4%            | 3,7%           | 1,0%      | 4,7%             | -               | 13,5%               | 6,8%         | Bluradio         |
| 10/10/2019             | Datexco                   | 0,0%           | 0,3%        | 10,3%         | 2,1%              | 28,2%         | 38,5%          | 0,0%            | 4,8%           | 1,1%      | 14,7%            | -               | 29,8% fuera de base | 3,8%         | La W             |
| 20/10/2019             | Guarumo                   | 0,8%           | -           | 13,6%         | 4,0%              | 29,7%         | 38,5%          | -               | 4,3%           | 0,5%      | 8,6%             | -               | 0,0%                | 4,1%         | El Tiempo        |
| 20/10/2019             | Inversiones siglo XXI SAS | -              | -           | 8,3%          | 1,8%              | 24,2%         | 26,2%          | -               | 2,2%           | 0,3%      | 23,7%            | -               | 13,3%               | 3,6%         | Diario Occidente |
| 20/10/2019             | YanHaas                   | 0,0%           | -           | 8,4%          | 1,8%              | 23,9%         | 26,3%          | -               | 3,7%           | 1,5%      | 23,7%            | -               | 10,6%               | 4,1%         | El País          |
| 23/10/2019             | CNC                       | <1%            | -           | 13%           | 3%                | 23%           | 37%            | 4%              | <1%            | <1%       | *                | -               | *                   | 3,7%         | Canal1           |
| 23/10/2019             | Invamer                   | 0,4%           | -           | 16,4%         | 1,9%              | 34,1%         | 34,9%          | 0,0%            | 4,5%           | 2,3%      | 5,3%             | -               | 11,3% fuera de base | 5,9%         | Bluradio         |
| 24/10/2019             | Los Mosqueteros           | 0,4%           | -           | 7,0%          | 1,9%              | 37,4%         | 37,9%          | 0,8%            | 4,0%           | 0,2%      | 10,1%            | -               | 0,3%                | 2,8%         | Los Mosquteros   |